# Chiaromonte
Chiaromonte è un comune italiano di 1 679 abitanti della provincia di Potenza in Basilicata.

## Geografia fisica

### Territorio
Sorge a 794 m di altitudine s.l.m. su uno sperone roccioso dominante la valle del fiume Sinni (a sud) e la valle del torrente Serrapotamo, suo affluente (a nord), all'interno del parco nazionale del Pollino, nella parte meridionale della provincia, al confine con la parte settentrionale della provincia di Cosenza. Verso est si erge l'altura denominata "Timpa Angari", alle cui pendici si trova l'ex area archeologica locale (ritrovamento di una tomba di un guerriero italico del VI secolo a.C.).
Il centro storico è raccolto sullo sperone roccioso a mo' di anfiteatro, mentre il centro moderno si è espanso velocemente alle pendici del colle. Una caratteristica del paese è la presenza di numerose grotte scavate nella roccia, in cui sono conservate le riserve di vino rosso prodotto artigianalmente dai vigneti locali, uno degli elementi fondamentali della gastronomia di Chiaromonte.
Il territorio comunale ha tre exclave.

## Storia
Il centro è di origine molto antica, e si hanno testimonianze di presenze umane fin dall'età del ferro e poi di una penetrazione della cultura greca. Diventato un importante centro commerciale, venne poi conquistato dai Romani, che in località Castrovetere, a sud dell'attuale Chiaromonte, avevano un fortino. Nell'area abbondano i toponimi romani (Castrovetere, Cotura, Maldinaso, Savino, Cozzocanino), che indicano una presenza di fattorie romane.
La Cappella di sant'Onofrio, attualmente in territorio di Fardella, è probabilmente derivata da un santuario pagano posto ai piedi del forte romano di Castrovetere e lungo la via di comunicazione fra la valle del Sinni e quella dell'Agri.
Il centro abitato di Chiaromonte si è verosimilmente sviluppato dopo che l'antico abitato romano di Castrovetere, successivamente alla caduta dell'impero, venne abbandonato (fenomeno simile è osservabile in altre località della Basilicata: per esempio l'antico forte romano di Castrum Gloriosum diede origine all'abitato di Pignola). Durante il Medioevo vi fu eretta una fortezza da parte di Normanni e Longobardi, dopo che nel IX secolo un terremoto l'aveva rasa al suolo. Subentrarono in seguito le famiglie feudatarie Chiaromonte e Sanseverino, che costruirono il castello (oggi ex-monastero) e le mura, con torri cilindriche e quadrate. L'origine del toponimo è ancora discussa. Probabilmente deriva dal latino clarus mons, in riferimento alla posizione dominante, o forse in relazione all'aspetto del luogo, disboscato e quindi libero (clarus).

## Monumenti e luoghi d'interesse

### Architetture religiose

#### Chiesa madre di San Giovanni Battista
La chiesa madre di San Giovanni Battista, a tre navate, potrebbe essere stata edificata tra il XI e il XII secolo e inizialmente dedicata a san Nicola di Mira. Nel 1790, in seguito a lavori di ristrutturazione fatti eseguire dal vescovo Salvatore Vecchioni, prese pressappoco la forma e le dimensioni odierne. Nel XVIII secolo vi operarono alcune confraternite laicali.
Al suo interno è custodita la statua lignea policroma della Madonna del Sagittario con Bambino, di scultore ignoto, risalente al XII-XIII secolo. Questa statua, nel 1807, con la soppressione del monastero del Sagittario, venne trasferita da questo monastero alla collegiata insigne di san Tommaso Apostolo, dove rimase del tutto dimenticata per decenni. Nel 1950 venne rilevata dalla sovrintendenza alle Belle Arti di Bari, restaurata e trasferita presso la pinacoteca di quella città. Nel 2001, per iniziativa di alcuni cittadini e dell'allora parroco, venne indetta una pubblica sottoscrizione di richiesta della statua, che venne così riportata a Chiaromonte.
Nella navata destra è esposto, dal 26 agosto 2003, in un'urna lignea dorata del 1600, il corpo mummificato del beato Giovanni da Caramola.
La chiesa inoltre custodisce due preziosi quadri del XVI e XVIII secolo: un olio su legno raffigurante la Madonna del Rosario con san Francesco e santa Chiara attribuito al pittore Aniello de Laudiello e un olio su tela di autore sconosciuto raffigurante la decapitazione di san Giovanni.

#### Collegiata insigne di San Tommaso apostolo
La chiesa venne onorata del titolo di collegiata insigne nella seconda dell'XI secolo. Nel 1226 Riccardo conte di Chiaromonte e prefetto imperiale di Federico II, riconfermò privilegi, prerogative et onori perché ormai consueti. Nel 1723 la collegiata di San Tommaso Apostolo fu eretta a parrocchia. Dopo trent'anni di inattività dovuti ad un lungo e radicale restauro, l'8 agosto del 2005 venne riaperta al pubblico.
Al suo interno sono da ammirare il grande altare in marmo, che fu dell'Abbazia di Santa Maria del Sagittario, un crocifisso ligneo risalente al XIV secolo, un'acquasantiera e una fonte battesimale del 1574 e due preziose tele del XVII secolo attribuite alla scuola di Luca Girodano.

#### Abbazia di Santa Maria del Sagittario
Secondo l'Abbate de Lauro sarebbe il 1152 l'anno di fondazione dell'abbazia. Nel 1309, Riccardo, figlio di Agnese Chiaromonte e di Rinaldo del Guasto, donò al monastero le terre di Rocca Imperiale, San Nicola de Pertugio, San Nicola de Salza e Senise. Nel 1320, Margerita e Giacomo Sanseverino lo dotarono di altre rendite, lo abbellirono e lo resero titolare di particolari benefici, confermati anche da Federico re di Napoli. Da questo momento il monastero divenne sempre più ricco e importante. I suoi possedimenti e i suoi benefici vennero riconosciuti e riconfermati da Alfonso d'Aragona nel 1444. Dipendeva da questo monastero la grancia di Ventrile, ex monastero benedettino dell'XI secolo intitolato alla Visitazione di Maria Vergine. Il monastero e la grancia restarono attivi sino al 1807 quando, a seguito di una legge, vennero incamerati dal demanio. Da quell'anno, i contadini della zona cominciarono ad abbattere l'abbazia e utilizzarne le pietre dei muri per costruire case e circondare campi ed orti. Dell'abbazia del Sagittario ora resta in piedi, ma cadente, il campanile. Della grancia di Ventrile si notano i ruderi delle mura e del campanile.

#### Certosa di San Nicola
Venceslao decise di erigere una certosa in zona di Sant'Elania, presso il Rubbio nel tenimento di Chiaromonte, intitolata a san Nicola di Bari. Da un atto del 1710 risulta che la certosa ospitava il carcere del Barone.

#### Convento di San Pasquale
Alla fine del XVII secolo, in direzione sud/est, nelle immediate vicinanze del centro abitato di Chiaromonte, nell'area dove era ubicata l'antica Area Sacra, sorgeva già il convento di San Pasquale, donato dal principe Bisignano agli Alcantarini. Non si conosce l'epoca della fondazione. Il convento venne soppresso nel 1808 e nel 1852 era già ridotto a rudere quando il vescovo Gennaro Maria Acciardi chiede alla cittadinanza di riedificarlo. Ma l'invito, per ragioni economiche, non sortì risultati.

#### Altri edifici religiosi
Altri edifici religiosi sono: la Cappella di Santa Maria Melfitana (o dell'Immacolata Concezione), la Venerabile Cappella della Santissima Annunziata (eretta nel territorio detto "Grotta dell'Acqua", poco sotto l'abitato), la Cappella dello Spirito Santo (alla base meridionale del paese, nella località omonima), la Chiesa della Madonna del Sagittario (in località Sagittario), la Cappella di Sant'Opo (in contrada Sant'Uopo, dedicata all'eremita omonimo, che si narra avesse virtù profetiche e la capacità di provocare la pioggia ed era assai amato dagli agricoltori).

### Architetture civili

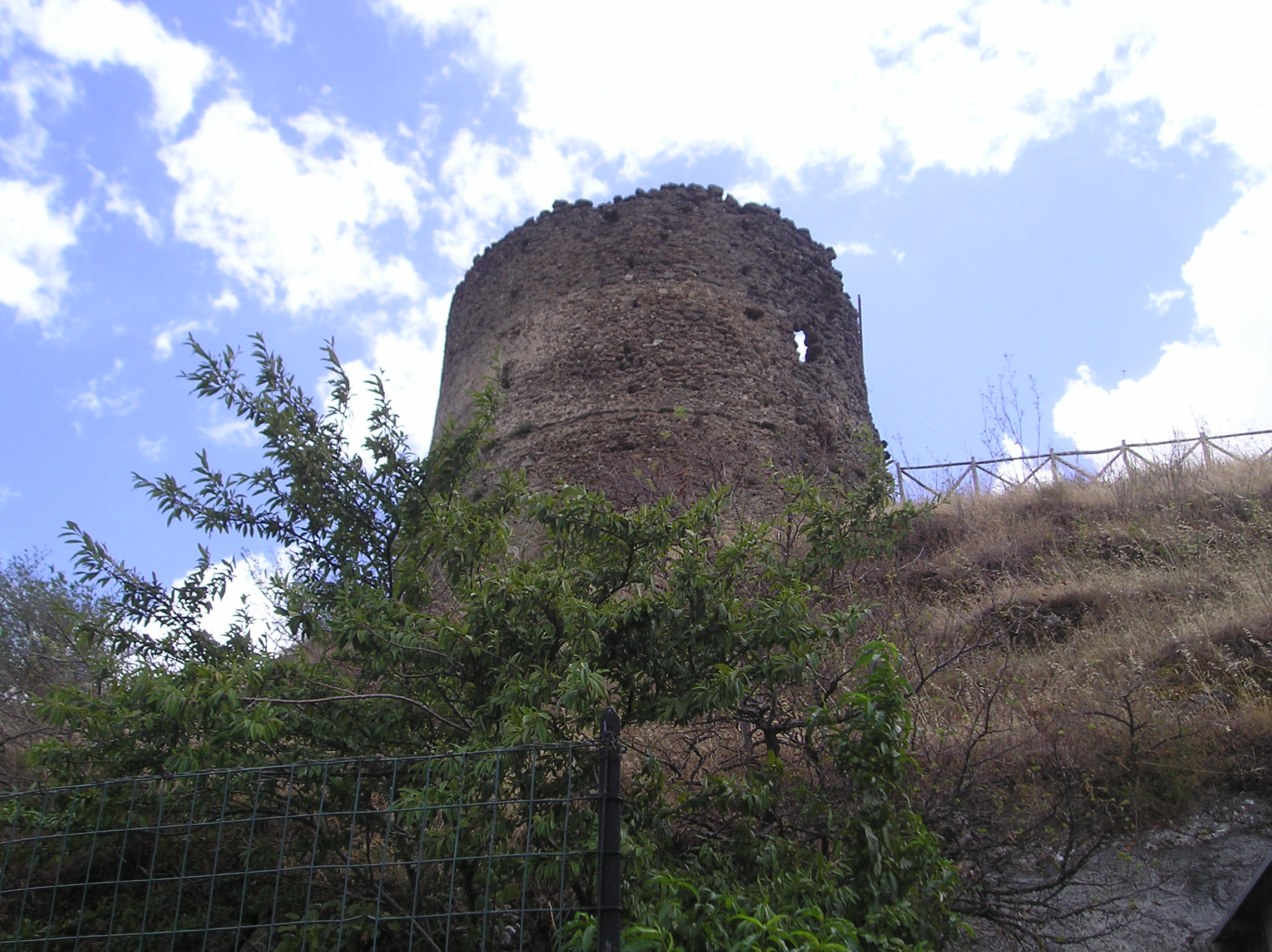
La Torre della Spiga

Tra gli edifici civili più importanti, sono degni di nota il Palazzo Vescovile (1609) e il Palazzo baronale Di Giura, con annessa torre circolare (XVIII secolo).
Da ricordare sono anche la porta d'ingresso più antica, denominata Portello, nel rione omonimo poco sotto la chiesa madre, i resti della Torre della Spiga, vestigia delle antiche mura che cingevano il borgo e il Castello-monastero, di fronte all'ingresso della Chiesa di San Tommaso, che fungeva da castello baronale e fu ingrandito e abbellito dai Sanseverino nel XVI secolo.

## Società

### Evoluzione demografica
Abitanti censiti

## Cultura

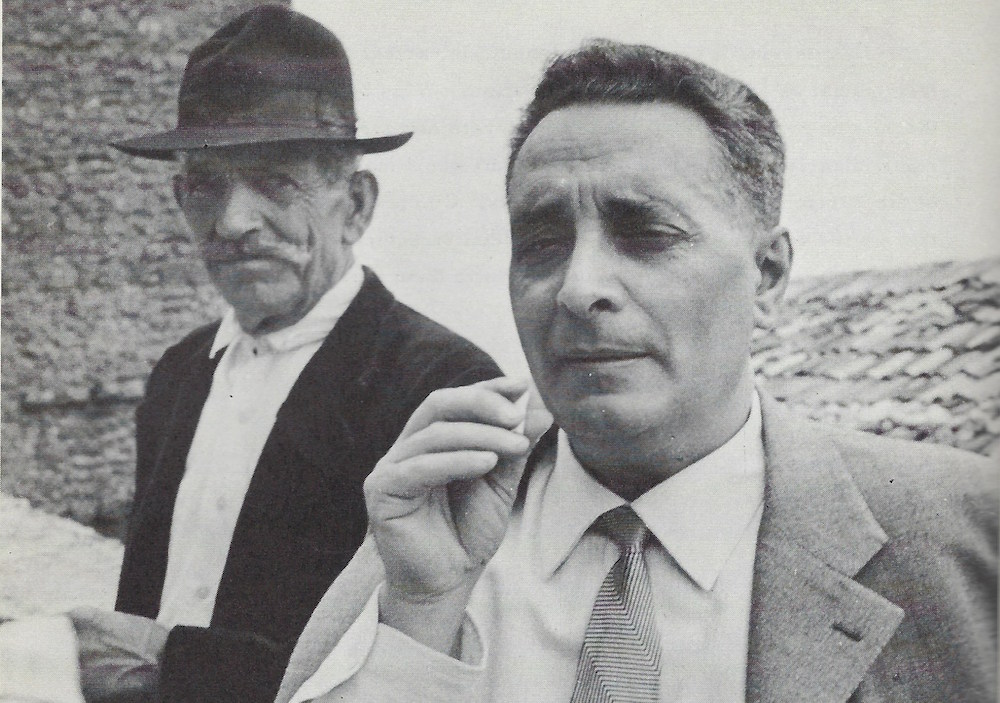
Illustrazione tratta dal libro di Banfield a Chiaromonte negli anni '50.

Il paese di Chiaromonte (mascherato sotto lo pseudonimo di Montegrano) è stato il teatro dell'analisi sociologica, condotta per conto dell'Università di Harvard, dal politologo Edward C. Banfield nel suo trattato The Moral Basis of a Backward Society, pubblicato negli Stati Uniti nel 1958.
Nel 1961 l'opera fu tradotta in italiano e pubblicata dalla casa editrice "Il Mulino" di Bologna, con il titolo Una comunità del Mezzogiorno; ripubblicata nel 1976 con il titolo Le basi morali di una società arretrata, è stata riedita, sempre per la stessa casa editrice, nel 2006.
Lo spessore etico delle relazioni sociali dominanti nella società oggetto degli studi di Edward C. Banfield hanno portato all'enucleazione dell'archetipo socio-antropologico del "familismo amorale".

### Eventi
Chiaromonte è inserito nel percorso del Cammino del mischiglio che attraversa altri tre Comuni della valle del Serrapotamo (Teana, Fardella, Calvera) e prende il nome dal mix di farine di grano, fave e cereali tipico di questo territorio.
Chiaromonte è la sede principale dell'Agglutination Metal Festival, uno dei più importanti festival heavy metal d'Italia,  organizzato annualmente nel mese di agosto dal 1995.

## Geografia antropica

### Suddivisioni storiche
Chiaromonte si suddivide in rioni di antica origine, tradizionalmente rivali nelle funzioni religiose del paese. In particolare, i rioni appartenenti alla chiesa di san Giovanni erano rivali di quelli appartenenti alla chiesa di san Tommaso apostolo. Questa tradizione è andata perduta col tempo, sia a causa della lunga chiusura della chiesa di san Tommaso a causa di restauri, sia per il crescente spopolamento della zona vecchia del paese.

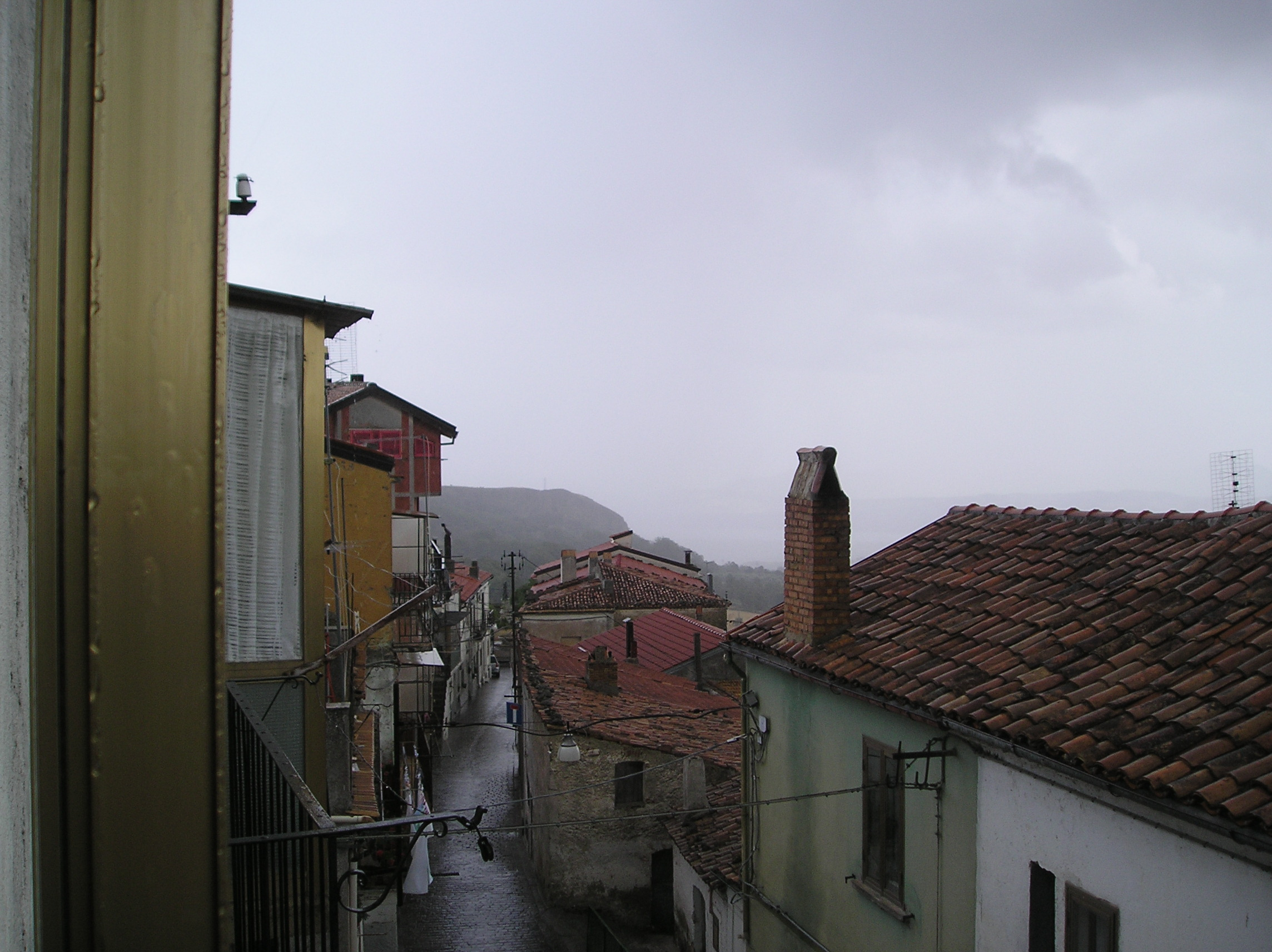
Rione La Croce

I nomi dei rioni sono: Calvario, Croce, Dietro le mura, Giudea, Grancìa, Mercato, Chiazzolla, Purtiello, Spirito Santo, San Pasquale, San Pietro, San Rocco, San Tommaso, Santa Lucia, Serrone, Tempa, Timpone, Torre della Spiga, Timpone di Livio, Sotto la Croce.

## Amministrazione
| Periodo | Periodo   | Primo cittadino   | Partito      | Carica  | Note   |
| ------- | --------- | ----------------- | ------------ | ------- | ------ |
| 1975    | 1980      | Vincenzo Tepedino | PSI          | Sindaco | [ 11 ] |
| 1980    | 1985      | Vincenzo Tepedino | PSI          | Sindaco | [ 11 ] |
| 1985    | 1990      | Antonio Vozzi     | PSI          | Sindaco | [ 11 ] |
| 1990    | 1995      | Antonio Vozzi     | PSI          | Sindaco | [ 11 ] |
| 1995    | 1999      | Antonio Vozzi     | Progressisti | Sindaco | [ 11 ] |
| 1999    | 2004      | Luigi Viola       | Lista civica | Sindaco | [ 11 ] |
| 2004    | 2009      | Luigi Viola       | Lista civica | Sindaco | [ 11 ] |
| 2009    | 2014      | Antonio Vozzi     | Lista civica | Sindaco | [ 11 ] |
| 2014    | 2019      | Valentina Viola   | Lista civica | Sindaco | [ 11 ] |
| 2019    | 2024      | Valentina Viola   | Lista civica | Sindaco | [ 11 ] |
| 2024    | in carica | Valentina Viola   | Lista civica | Sindaco | [ 11 ] |